# تفجير مركز ديزنغوف
تفجير مركز ديزنغوف عملية انتحارية وقعت في مركز ديزنغوف للتسوق الذي يقع في شارع ديزنغوف في تل أبيب عاصمة إسرائيل، في 4 مارس 1996، ونفذ الهجوم أحد أفراد حركة حماس في عيد الفور، وأدى الانفجار لمقتل 13 إسرائيليا وإصابة 130 آخرين، وكان هذا الانفجار هو الرابع خلال تسعة أيام فقط مخلفة ورائها أكثر من 60 قتيلا.

## تفاصيل الانفجار
وقع الانفجار بعد اغتيال يحيى عياش في 5 يناير 1996، واعتبر تفجير مركز ديزنغوف رداً من حركة حماس على مقتل قائدها يحيى عياش، وكان منفذ العملية قد توجه لإسرائيل عبر معبر المنطار من قطاع غزة، متوجها إلى أكبر مركز تسوق في تل أبيب، وعند الساعة 14:00 (GMT+2) سعى المهاجم لدخول المركز لكنه تراجع لوجود حراسه أمنية عند المدخل ليفجر نفسه ب 20 كيلوغرام متفجرات أمام مركز ديزنغوف عند جسر المشاة، ليسبب الانفجار مقتل 13 شخصاً بينهم جندي وأضرار مادية كبيرة بالمنطقة.

## ردود الفعل
إسرائيل

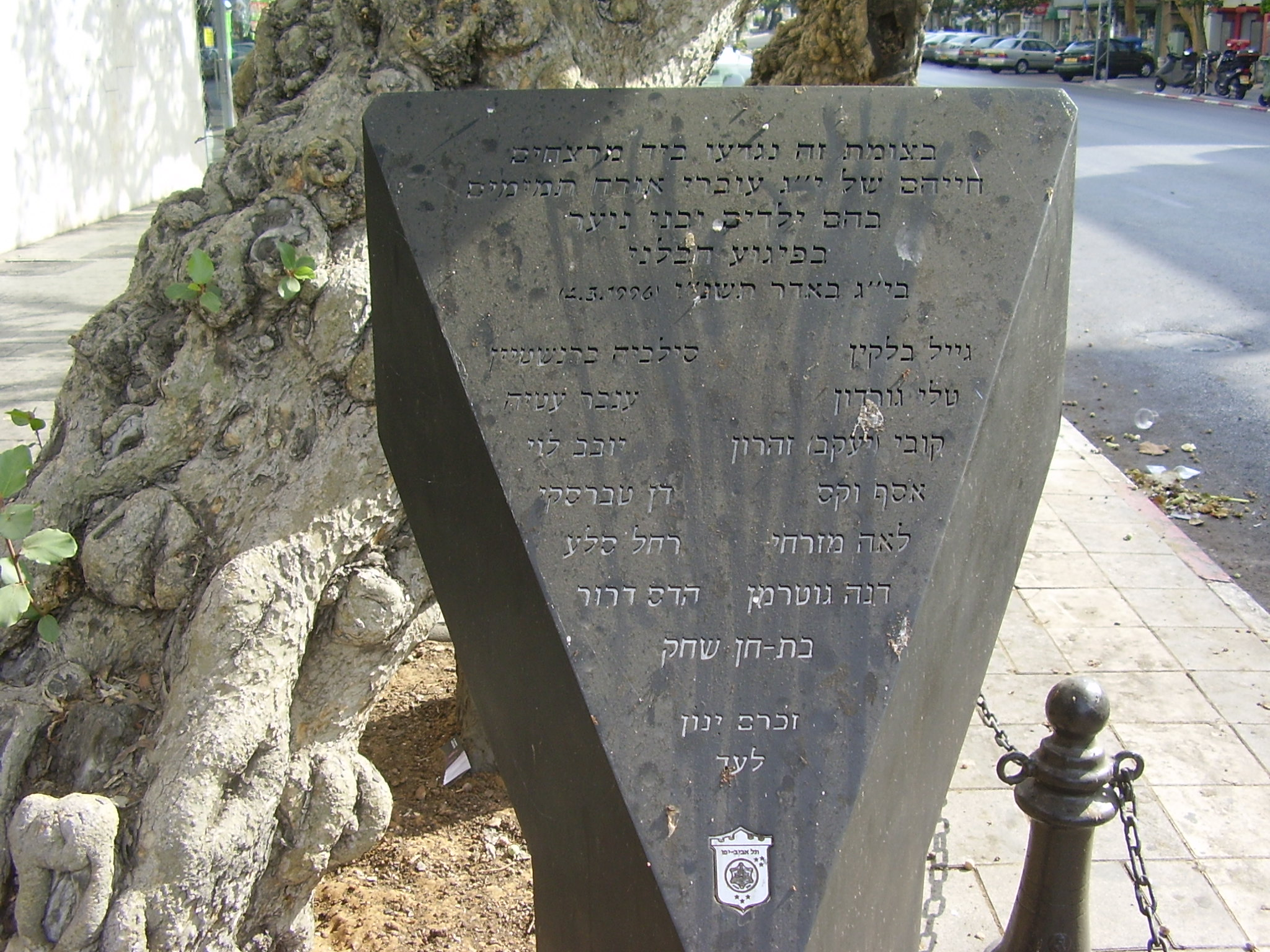
نصب تذكاري لقتلى الإنفجار في تل أبيب

- أنشا مجلس وزراء إسرائيل لجنة مكافحة الإرهاب.[3]
- أعلن الجيش الإسرائيلي التشديد على حركة حماس.
- تشديد الرقابة على المعابر وخاصة معبر المنطار، حيث تم تقديم أجهزة كشف عن المتفجرات من الولايات المتحدة.[3]
- أنشأ بالقرب من موقع الحادث نصب تذكاري عليه أسماء القتلى.

 فلسطين
- نعت حركة حماس منفذ العملية رامز عبد القادر عبيد من خان يونس، واعتباره ثأراً لمقتل يحيى عياش.[5]